# Anacardium nanum
Anacardium nanum är en sumakväxtart som beskrevs av St.-hil.. Anacardium nanum ingår i släktet cashewsläktet, och familjen sumakväxter. Inga underarter finns listade i Catalogue of Life.